# Aeropuerto de Alicante

i7
i11
i13
Der Aeropuerto de Alicante-Elche Miguel Hernández (IATA-Code: ALC, ICAO-Code: LEAL) ist ein internationaler Verkehrsflughafen in der spanischen Provinz Alicante, Region Valencia im Südosten der Iberischen Halbinsel. Seinen Beinamen erhielt er 2021 zu Ehren des 1910 in Orihuela (Alicante) geborenen Miguel Hernández, eines der bedeutendsten spanischen Dichter und Dramatiker des 20. Jahrhunderts. Der Flughafen liegt südwestlich von Alicante bei El Altet (Gemeinde Elche) und wird daher auch Aeropuerto El Altet genannt. Mit rund 18,4 Millionen Passagieren im Jahr 2024 war er der fünftgrößte Flughafen Spaniens.

## Geschichte

### Vorgänger
Ab Februar 1919 landeten regelmäßig Postflugzeuge auf dem Weg von Frankreich nach Marokko auf einem extra dafür eingerichteten Flugplatz zwischen San Vicente del Raspeig und Alicante. Dieser wurde ab 1936 vom Militär zum Aeródromo de Rabassa ausgebaut. Die Postflüge waren bereits 1927 zu einem neuen Flugplatz auf dem Gelände des heutigen Flughafens verlegt worden. Für diesen Militärflugplatz wurde im Juli 1951 die Nutzung auch für den zivilen Luftverkehr genehmigt. Als sich das Militär ab 1956 nach und nach zurückzog, plante und beantragte die Stadt Alicante einen Ausbau zum Flughafen. Da die Stadt die Genehmigungsauflagen (u. a. Abbruch einer Kirche) nicht erfüllen konnte bzw. wollte, entstand die Idee, stattdessen bei El Altet neu zu bauen. Das Gelände des Aeródromos wurde von 1964 bis November 1978 vom Aeroclub de Alicante genutzt. Ab 1968 kam das Centro de Estudios Universitarios dazu. Dessen Nachfolger, die Universität Alicante, übernahm mit ihrer Gründung 1979 das gesamte Gelände. Auf dem Campus sind nach wie vor einzelne Gebäude aus der Militärzeit (Tower, Hangargerüst, Stabsgebäude, Unterkünfte) erhalten.

### Anfänge und Ausbau
Im November 1964 wurde Land für die Errichtung des neuen internationalen Flughafens für Alicante gekauft, wenige Monate später begann der Bau einer 2.700 Meter langen Start- und Landebahn und der sonstigen Infrastruktur. Am 4. Mai 1967 wurde der neue Flughafen eröffnet, als erstes Flugzeug landete eine Convair Metropolitan der Aviaco. Ab November 1969 verband Iberia den Flughafen mit Barcelona und Madrid.
Im Juni 1972 wurde der erste Teil eines neuen Passagierterminals (heute Terminal 1) nur für internationale Flüge in Betrieb genommen. 1974 folgte der zweite Teil, ab März 1975 wurde auch die Inlandsflüge im neuen Terminal abgefertigt. Da 1978 2 Millionen Fluggäste abgefertigt wurden, erfolgte ein Umbau für eine höhere Kapazität, zudem wurde die Start- und Landebahn auf 3.000 Meter verlängert und die Flugzeugabstellflächen erweitert. 1996 folgte bei 9 Millionen Fluggästen ein erneuter Umbau, fünf Fluggastbrücken, ein zusätzliches Bürogebäude, Parkplätze sowie eine neue Abrollbahn entstehen. Im März 2011 wurde ein neuer Passagierterminal (NAT) eröffnet, das für 20 Millionen Fluggästen pro Jahr (bzw. 6.000 pro Stunde) ausgelegt ist. Im Mai 2021 wurde der Name des Flughafens um Miguel Hernández ergänzt.

## Lage und Verkehrsanbindung
Der Flughafen liegt rund neun Kilometer südwestlich von Alicante nahe der Nationalstraße N 332 (Carretera Cartagena-Alicante-Valencia) und ist von allen Küstenorten aus über die Autovia del Mediterráneo A-7 (von Norden her alternativ bis Alicante Küstenautobahn Autopista AP-7 (mautpflichtig) und Autovía A-70) leicht zu erreichen.
ÖPNV: Die Buslinie C-6 verbindet den Flughafen ungefähr von 5 Uhr und Mitternacht mindestens stündlich, tagsüber alle 20 Minuten mit der Innenstadt von Alicante. Die Fahrzeit beträgt ca. 20 Minuten. Die Linie 1A/B verbindet den Flughafen werktags stündlich von ungefähr 7 Uhr bis 22 Uhr mit Elche bei einer Fahrzeit von 40 Minuten, am Wochenende und an Feiertagen ist das Angebot reduziert. Die Mehrzahl der Fahrten wird über den Flughafen hinaus nach Osten bis Arenales del Sol am Meer verlängert (Fahrzeit 15 Minuten). Weitere regelmäßige Busverbindungen gibt es u. a. nach Benidorm (Fahrzeit ca. 45 Minuten), Calpe (90 Minuten), Dénia (2 Stunden 45 Minuten) und Murcia (55 Minuten).
Nördlich des Flughafens, ca. vier Kilometer vom Terminalgebäude NAT entfernt, liegt außerdem der Bahnhof Torrellano an der Bahnstrecke Alicante–Murcia. Von hier aus fahren etwa stündlich Nahverkehrszüge nach Alicante (etwa von 7 bis 23:30 Uhr, Fahrzeit ca. 20 Minuten) und Murcia (etwa von 6 bis 23 Uhr, Fahrzeit ca. 65 Minuten). Die Verlegung der Bahnstrecke mit einer Station unter dem Terminal ist ebenso angedacht wie eine Anbindung an die Stadtbahn Alicante samt Verlängerungsoption bis Elche. 2023 befindet sich die Flughafenschleife bereits in der Ausführungsplanung.

## Bedeutung
Die Lage an der Costa Blanca macht den Flughafen zu einem der wichtigsten Zielpunkte für Flüge nach Spanien. In der Passagierstatistik aller spanischen Flughäfen liegt er nach Madrid-Barajas, Barcelona-El Prat, Palma de Mallorca, Málaga und Gran Canaria an sechster Stelle. Im Jahr 2021 wurden 5,8 Millionen Passagiere abgefertigt.
Die meisten Fluggäste kamen 2019 aus dem Vereinigten Königreich, gefolgt von Spaniern und Deutschen, Niederländern und Belgiern. Die Fachzeitschrift "anna.aero" hat den Flughafen Alicante-Elche ausgezeichnet, weil er der europäische Airport mit den meisten neuen Fluglinien im Jahr 2016 ist. Der Flughafen Alicante-Elche ist das umsatzstärkste Unternehmen der Provinz und schafft am meisten direkte und indirekt Arbeitsplätze.

## Flughafenanlagen

### Start- und Landebahn
Der Aeropuerto de Alicante-Elche verfügt über eine Start- und Landebahn. Sie trägt die Kennung 10/28, ist 3.000 Meter lang, 45 Meter breit und hat einen Belag aus Asphalt.

### Passagierterminals
Der Flughafen verfügt derzeit über ein aktives Passagierterminal. Der Nueva Área Terminal (NAT) wurde nach jahrelanger Bauzeit am 24. März 2011 eröffnet und nimmt vorerst den gesamten Passagierverkehr auf. Das Terminal verfügt über 26 Flugsteige, 16 Fluggastbrücken und hat eine Kapazität von 19 Millionen Passagieren pro Jahr. Die alten Terminals 1 und 2 sind geschlossen, allerdings für eine mögliche Wiedereröffnung verfügbar. Die im März 2007 eingeweihte Erweiterung des alten Terminal 1 wurde für Billigfluggesellschaften gebaut, da die Erweiterung über keine Fluggastbrücken verfügt, sondern nur über zwei einfache Treppenhäuser zum Vorfeld.

## Kritik
Die lokale Presse kritisiert, dass der Flughafen Alicante-Elche europaweit der einzige Flughafen dieser Größenordnung ist, der keine Bahnanbindung hat. Die EU empfiehlt eine Anbindung an die Schiene bereits ab 6 Millionen Fluggästen.

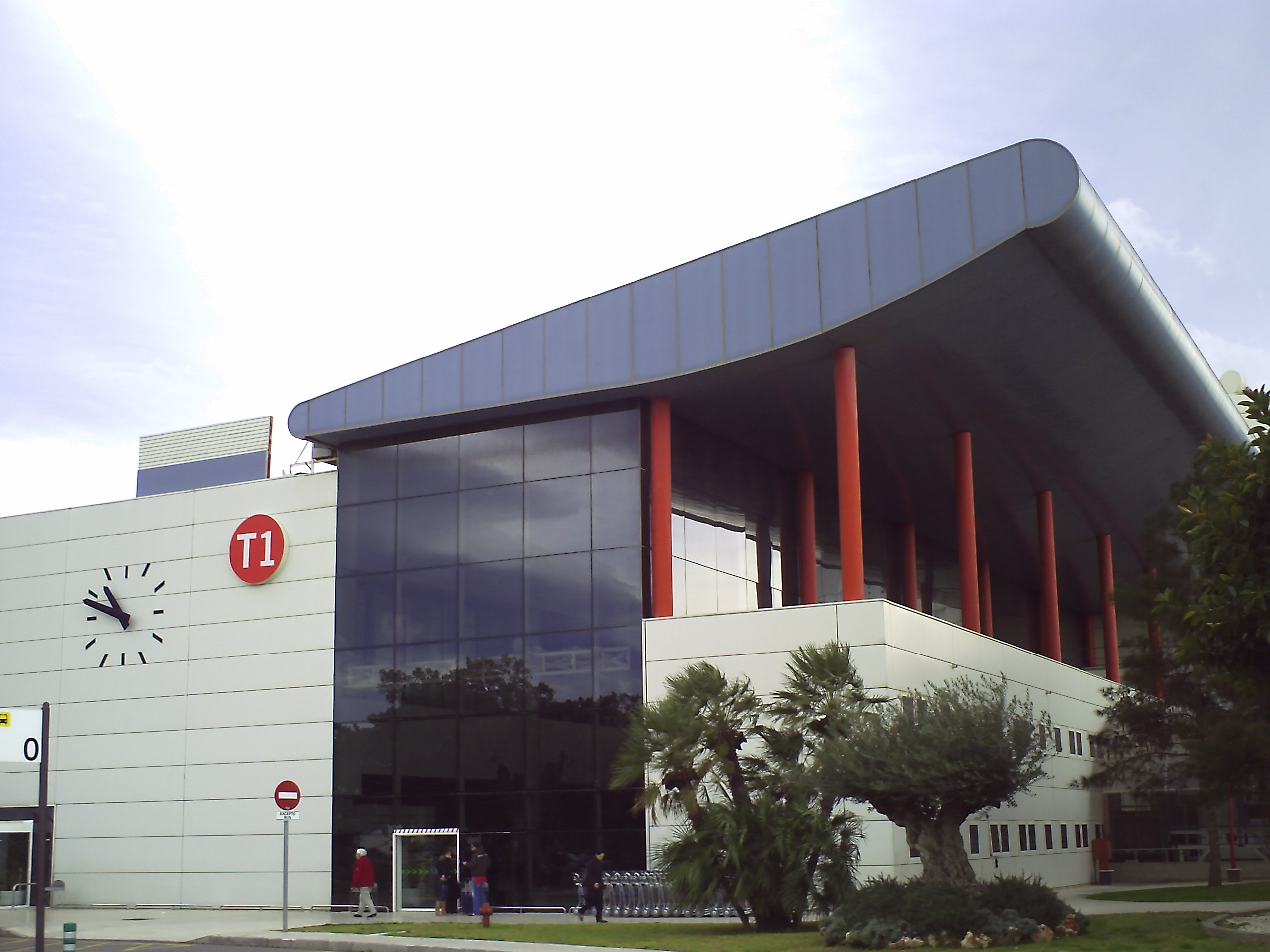
Gebäude T 1
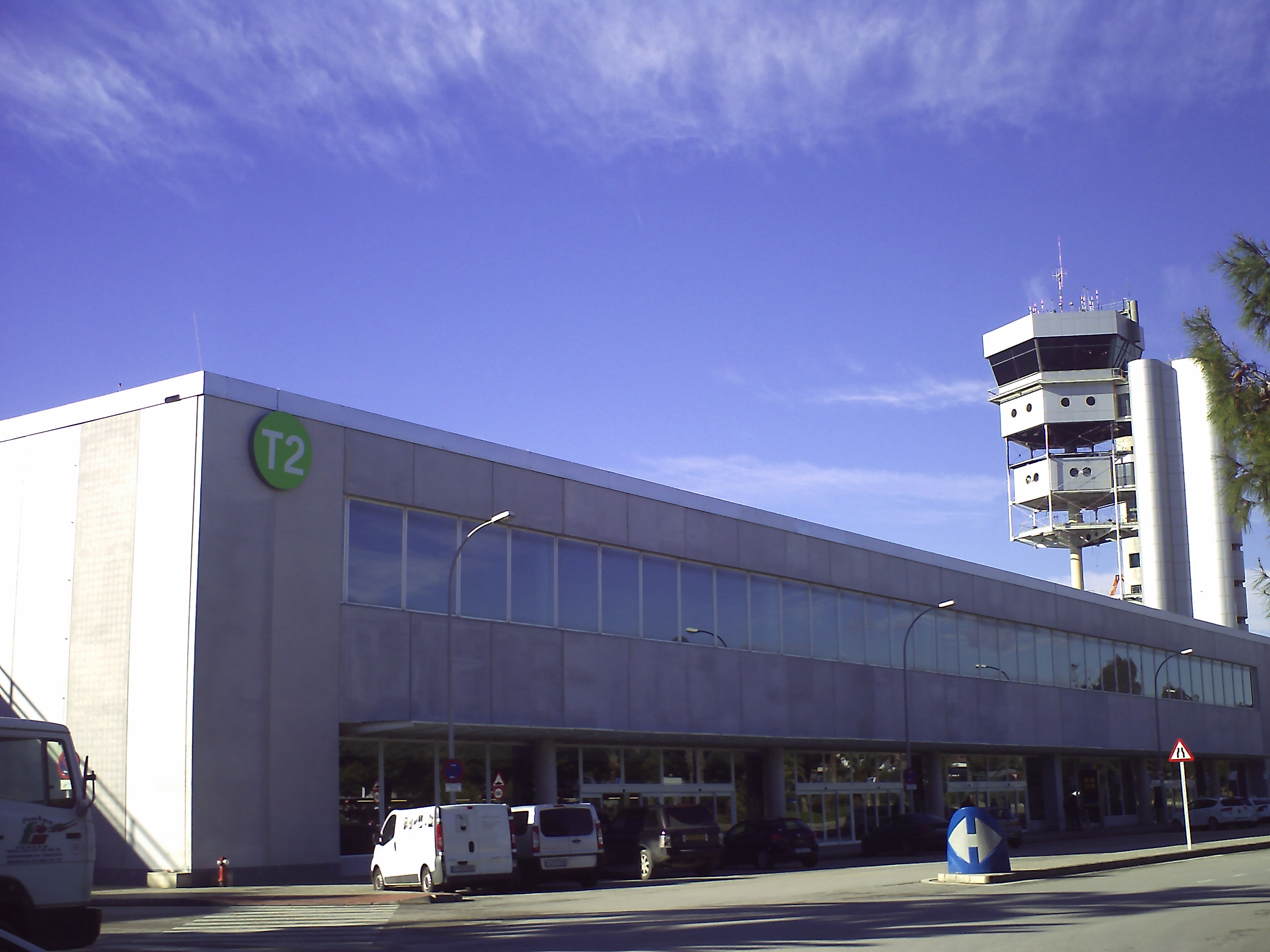
Gebäude T 2
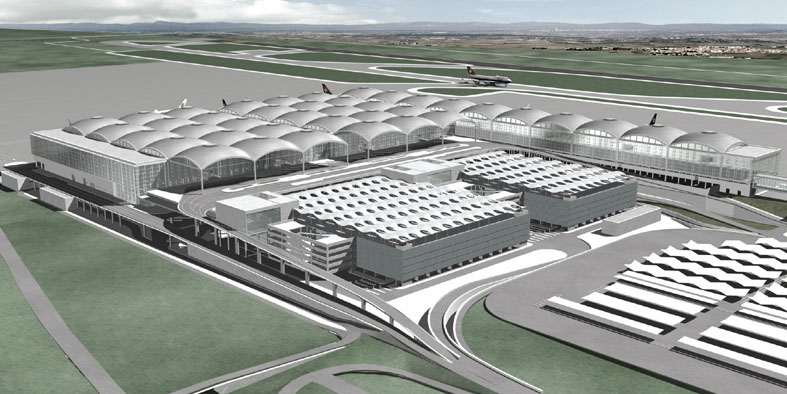
Modell des Nueva Área Terminal (NAT)
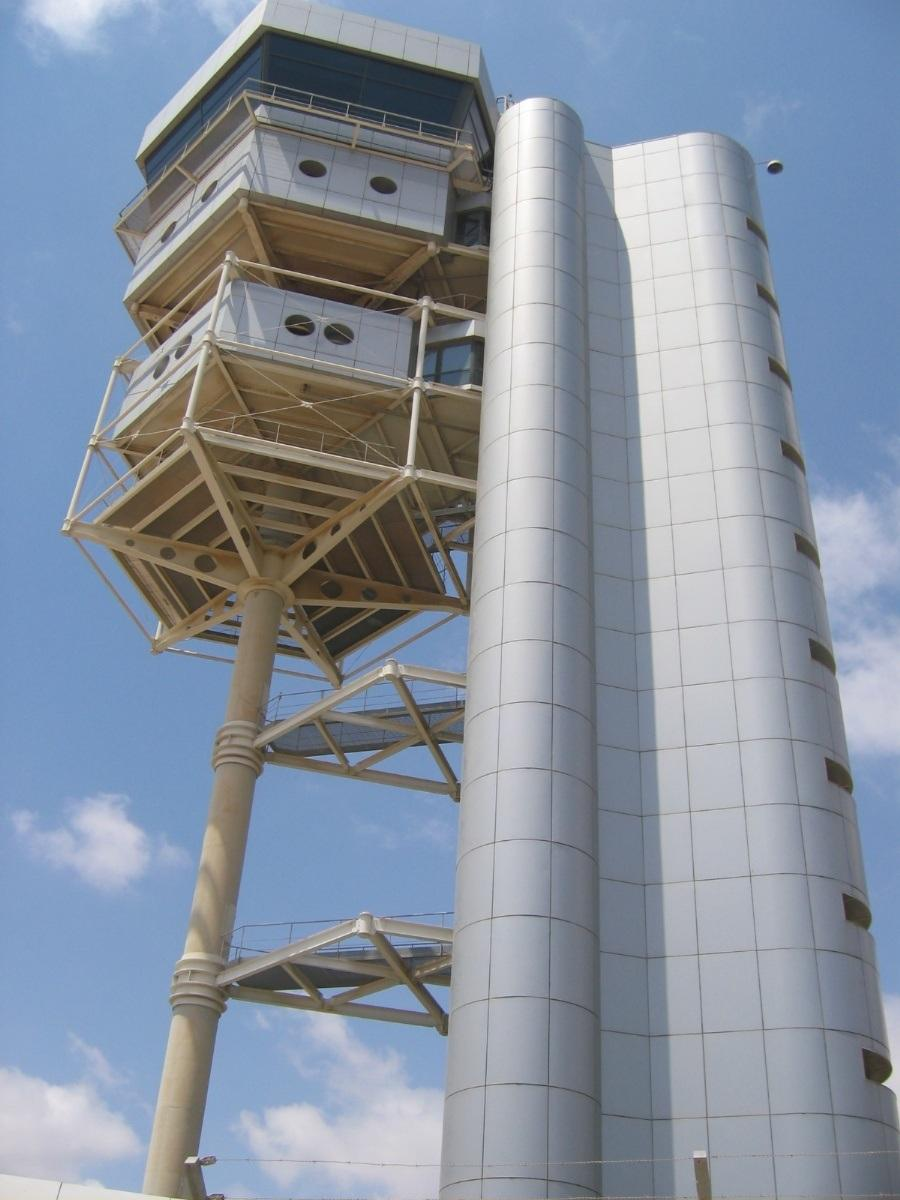
Tower

## Alter Flughafen
Der neue Flughafen wurde im März 2011 eröffnet und direkt neben dem alten Flughafen errichtet, der mittlerweile vornehmlich als Parkplatz für die Fahrzeuge des Flughafenpersonals dient. Während im alten Flughafen zahlreiche lokale Autovermieter einen Stand auf dem Parkplatz hatten, ist dies beim neuen Flughafen nicht mehr der Fall. Hier sind jetzt nur noch die großen internationalen Autovermieter vertreten. Die lokalen Autovermieter haben sich in unmittelbarer Nachbarschaft des Flughafens auf der Gemarkung Torrelano angesiedelt und bieten Fahr- und Abholdienste über das Internet an.

## Verkehrszahlen
| Jahr  | Fluggastaufkommen | Luftfracht (Tonnen) | Flugbewegungen |
| ----- | ----------------- | ------------------- | -------------- |
| 2024* | 18.387.387        | 4.248               | 116.270        |
| 2023  | 15.747.699        | 4.462               | 100.547        |
| 2022  | 13.206.430        | 4.641               | 90.111         |
| 2021  | 5.841.144         | 3.984               | 51.505         |
| 2020  | 3.739.567         | 3.520               | 37.153         |
| 2019  | 15.048.240        | 4.032               | 101.410        |
| 2018  | 13.981.691        | 4.014               | 96.735         |
| 2017  | 13.713.063        | 5.366               | 95.323         |
| 2016  | 12.344.945        | 5.461               | 87.116         |
| 2015  | 10.575.288        | 3.587               | 74.086         |
| 2014  | 10.066.067        | 2.637               | 71.571         |
| 2013  | 9.638.835         | 2.589               | 68.305         |
| 2012  | 8.855.444         | 2.527               | 62.469         |
| 2011  | 9.913.731         | 3.012               | 75.576         |
| 2010  | 9.382.931         | 3.113               | 74.476         |
| 2009  | 9.139.479         | 3.200               | 74.281         |
| 2008  | 9.578.304         | 5.982               | 81.097         |
| 2007  | 9.120.631         | 4.534               | 79.756         |
| 2006  | 8.893.720         | 4.931               | 76.813         |
| 2005  | 8.795.705         | 5.193               | 76.109         |
| 2004  | 8.571.144         | 6.037               | 71.387         |
| 2003  | 8.195.539         | 5.848               | 66.571         |
| 2002  | 7.010.326         | 6.549               | 59.268         |
| 2001  | 6.541.962         | 7.924               | 56.550         |
| 2000  | 6.038.266         | 7.745               | 56.427         |

* 2024: Vorläufige Daten